# Grammy Award du meilleur album de folk
Le Grammy Award du meilleur album de folk est une récompense décernée lors des cérémonies annuelles des Grammy Awards récompensant l'album de folk de l'année.

## Lauréats
| Année | Artiste(s)                            | Album                           |
| ----- | ------------------------------------- | ------------------------------- |
| 2022  | Rhiannon Giddens et Francesco Turrisi | They're Calling Me Home         |
| 2023  | Madison Cunningham                    | Revealer                        |
| 2024  | Joni Mitchell                         | Joni Mitchell At Newport [Live] |
| 2025  | Gillian Welch et David Rawlings       | Woodland                        |